# Ochagavia carnea
Ochagavia carnea är en gräsväxtart som först beskrevs av Johann Georg Beer, och fick sitt nu gällande namn av Lyman Bradford Smith och Gualterio Looser. Ochagavia carnea ingår i släktet Ochagavia och familjen Bromeliaceae. Inga underarter finns listade i Catalogue of Life.

## Bildgalleri

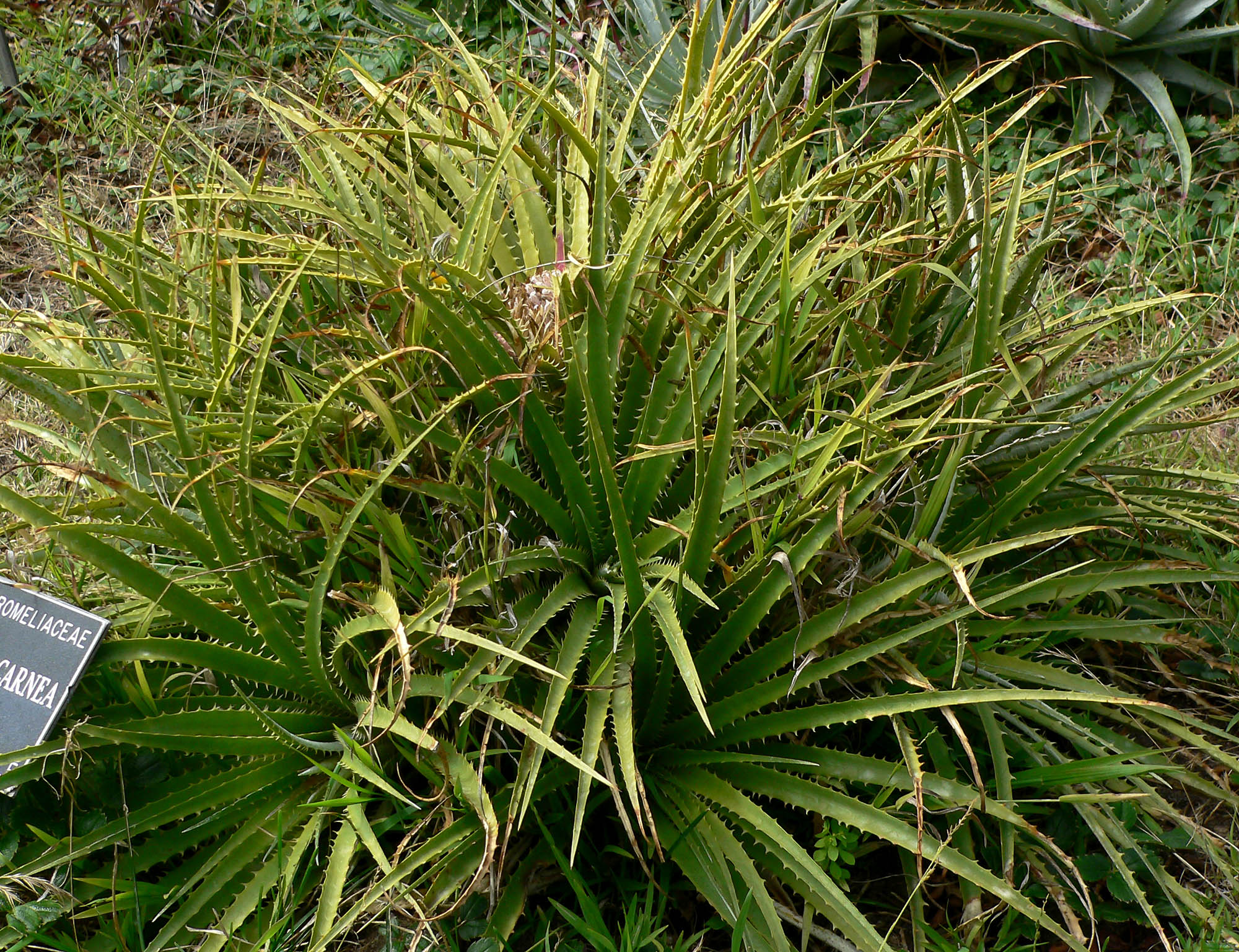
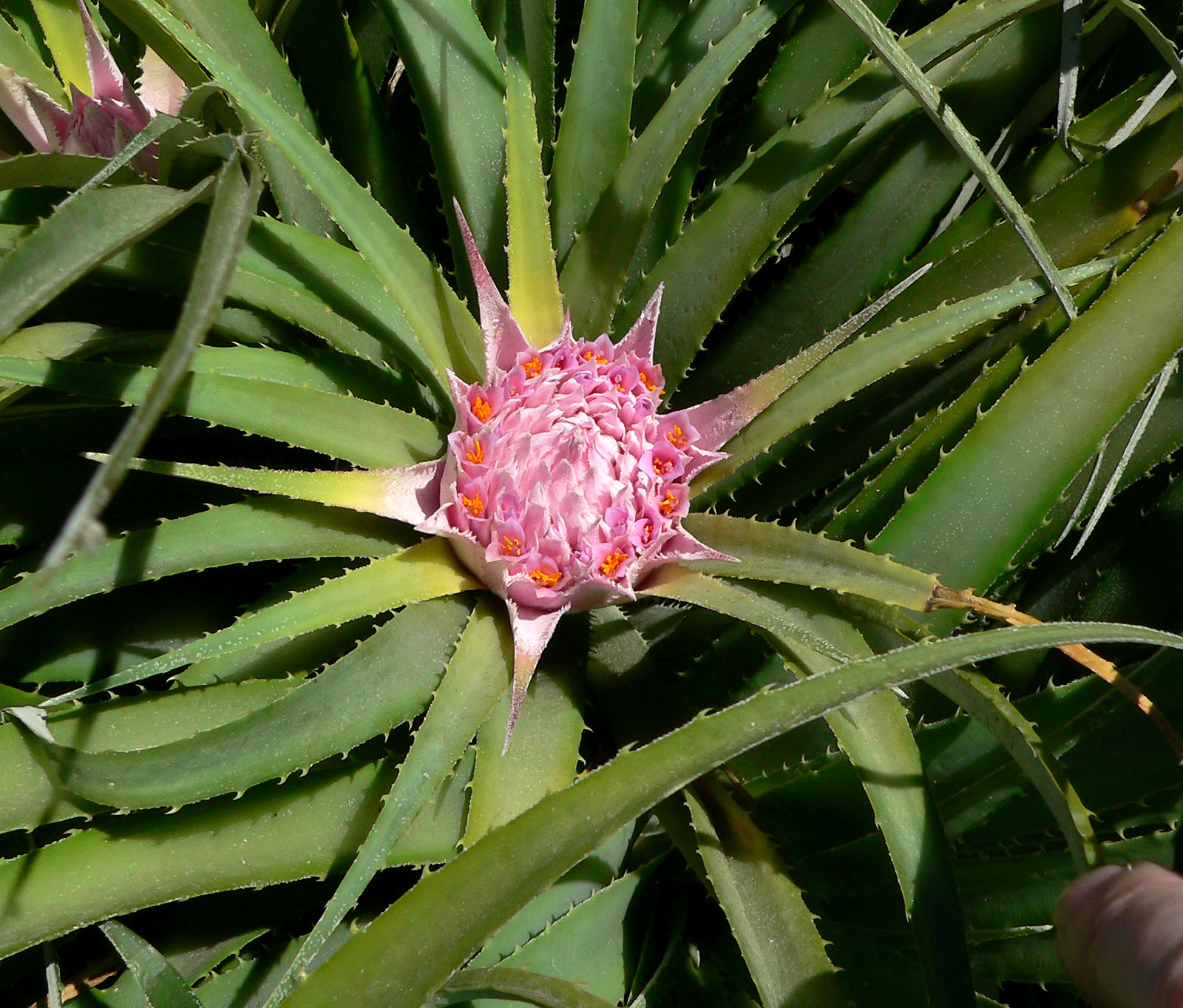
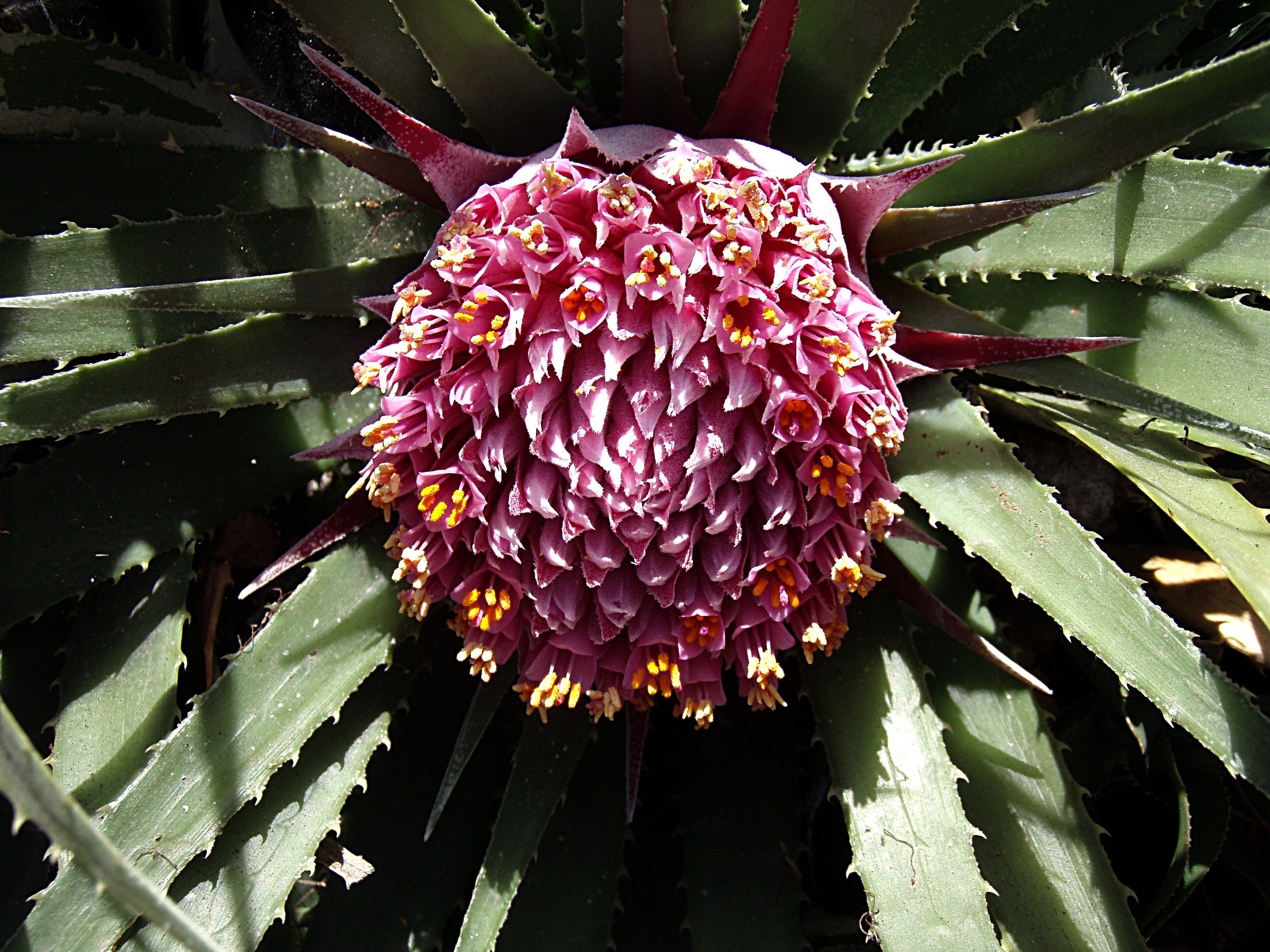
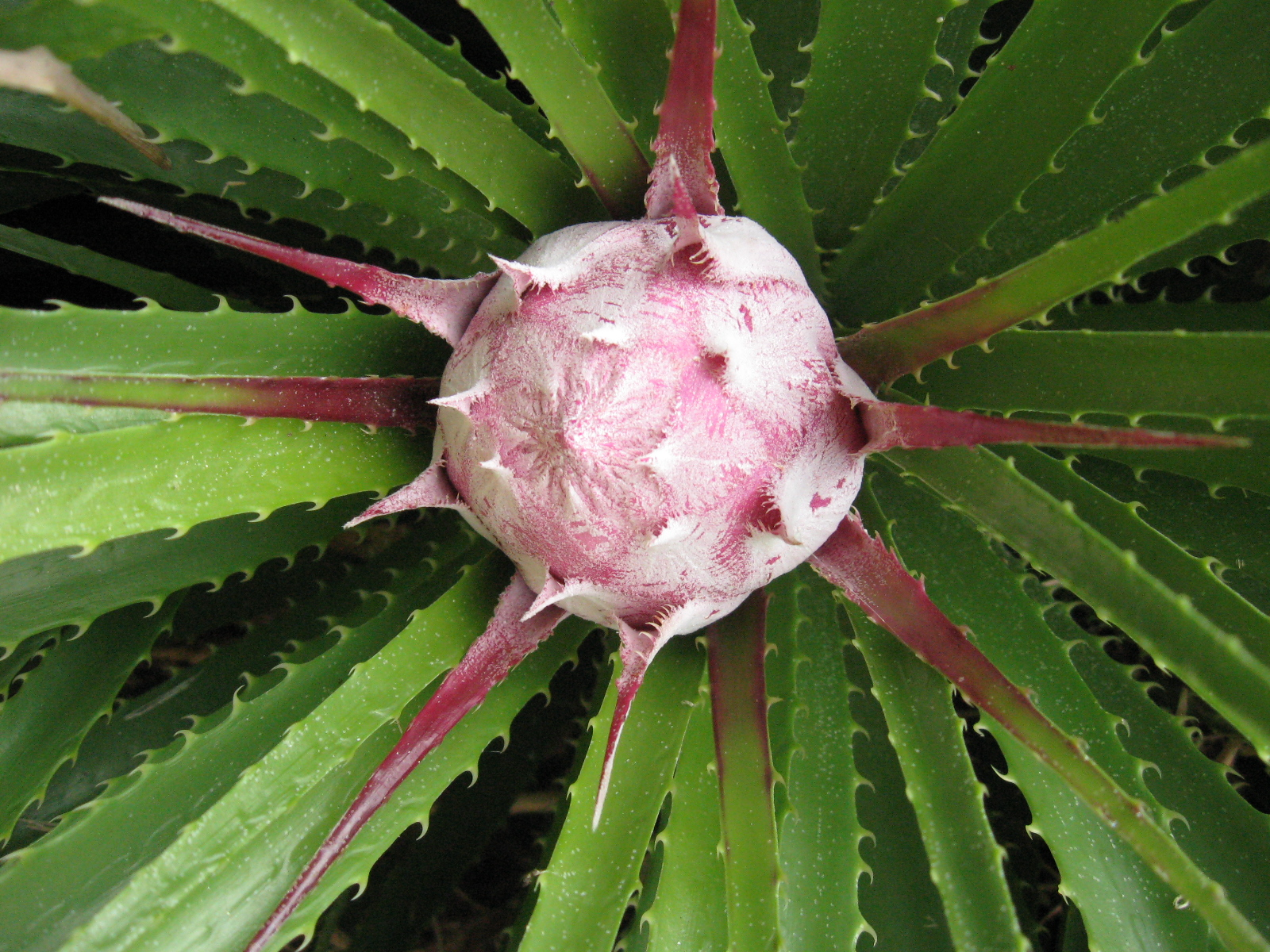
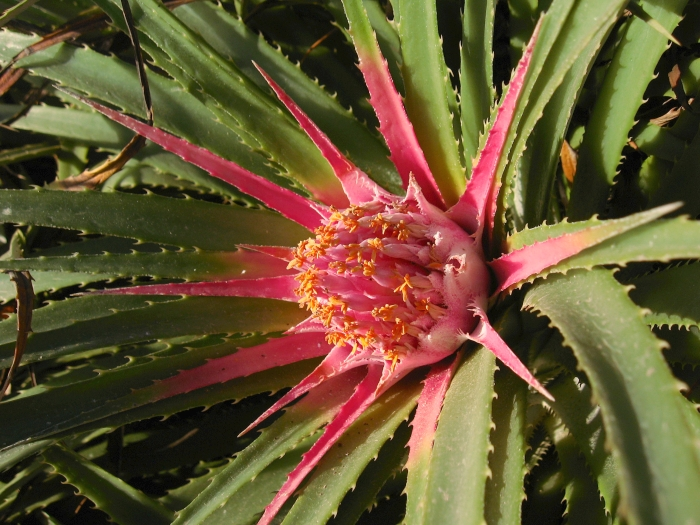
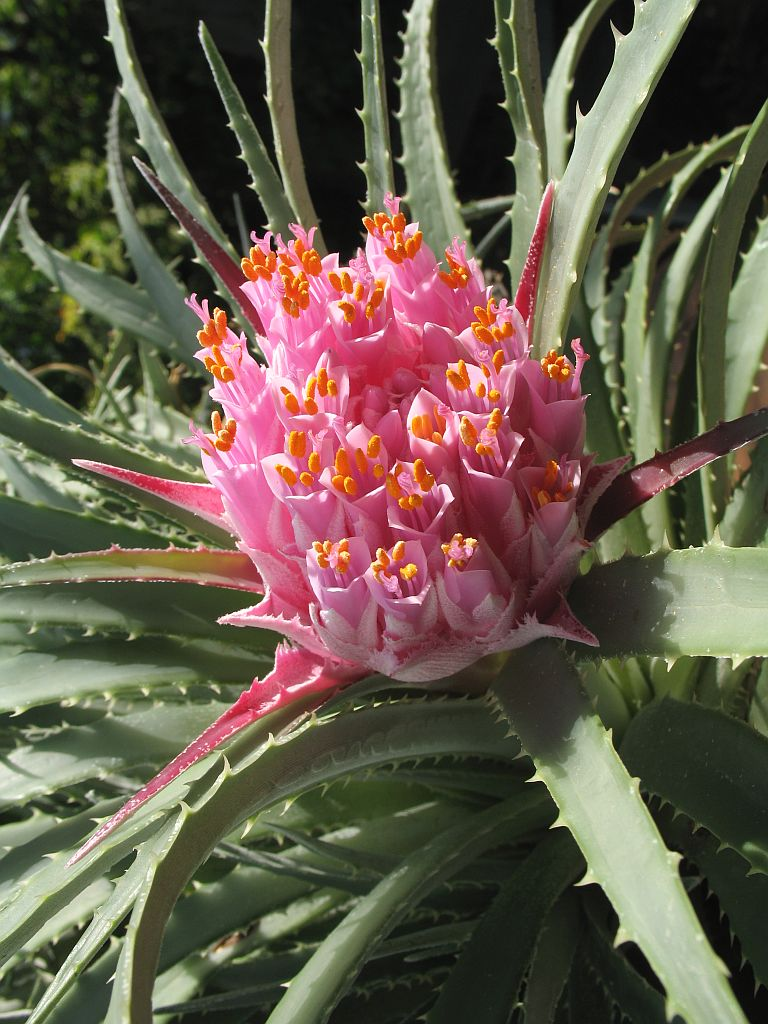